# Angry Birds Space
 (mars 2012).
Si vous disposez d'ouvrages ou d'articles de référence ou si vous connaissez des sites web de qualité traitant du thème abordé ici, merci de compléter l'article en donnant les références utiles à sa vérifiabilité et en les liant à la section « Notes et références ».
Angry Birds Space est un jeu vidéo de type artillerie et puzzle développé et édité par Rovio Mobile à partir de 2012 sur iOS, Android, BlackBerry 10, Windows Phone, Microsoft Windows, Windows 8, BlackBerry Tablet OS et Mac OS X.
Dans le jeu, les joueurs utilisent un lance-pierre pour lancer des oiseaux sur des cochons verts placés sur ou à l'intérieur de structures différentes ou parfois dans des bulles qui flotte dans l'espace, avec l'intention de vaincre tous les cochons sur le terrain de jeu. Lors de l'avancement dans le jeu, les joueurs voient de nouveaux oiseaux apparaître, certains dotés de pouvoirs spéciaux.

## Jouabilité
Dans Angry Birds Space, les joueurs prennent le contrôle d'une volée d'oiseaux multicolores avec de tout nouveau uniforme pour tenter de récupérer les œufs qui ont été volés par une pince mécanique géante, apparue d'un trou noir qui mène à l'espace. À chaque niveau, les cochons sont abrités par des structures faites de divers matériaux comme la glace, le bois, la pierre ou parfois il flotte dans l'espace grâce à des bulle d’oxygène. L'objectif est d'éliminer tous les cochons dans le niveau en utilisant un lance-pierre pour lancer des oiseaux dans le but de frapper les porcs, soit directement ou en endommageant les structures, ce qui provoque leur effondrement et tue les cochons ou en cassant les bulles d’oxygène ce qui les fait geler et exploser. Des objets supplémentaires tels que des caisses d'explosifs et des roches peuvent être utilisés en parallèle des oiseaux.
Il existe plusieurs types d'oiseaux. Dans les premiers niveaux, l'oiseau de base, rouge (avec un uniforme), est le seul disponible. Au fur et à mesure, d'autres types d'oiseaux sont disponibles; certains sont plus efficaces contre des matériaux spécifique ou ont des capacités spéciales. Par exemple, un oiseau bleu (avec uniforme) peut se séparer en trois petits oiseaux, un oiseau noir (avec uniforme) explose. Deux oiseaux (Green Birds et White Birds) ont été remplacés par un oiseau bleu pâle et carré, que quand il touche un mur (de n'importe quel matériau), devient complètement gelé... Et ensuite, si un oiseau normal, par exemple, touche au mur gelé, ce mur se casse. Enfin, un oiseau orange arrive à Utopia pour gonfler. Mais plus la taille des cochons augmente, plus ils deviennent résistants. De leur côté, les cochons possèdent aussi des spécificités.  Les petits cochons sont relativement faibles et faciles à détruire. Certains cochons portent un casque d'armure ou une couronne, qui leur permet de subir davantage de dégâts. Mais leurs bulles sont aussi faible qu'eux.
Chaque niveau commence par un nombre, un type et un ordre d'oiseaux prédéterminés. Si tous les cochons sont vaincus, le niveau est terminé et le suivant est débloqué. Dans chaque monde, il y a 30 niveaux (sauf "Fry to the Moon"). Les points sont attribués en fonction du nombre de cochons vaincus et des dommages infligés aux structures. Des points bonus sont attribués pour les oiseaux non utilisés. Au terme de chaque niveau, les joueurs reçoivent de une à trois étoiles, en fonction du score et peuvent refaire les niveaux débloqués afin de les réussir, de gagner des points supplémentaires ou des étoiles.
Tous les 10 niveaux, il y a un niveau bonus, que l'on débloque en réussissant ces 10 niveaux avec 3 étoiles.

## Personnages
Dans Angry Birds Space, le joueur déverrouille au fur et à mesure de nouveaux oiseaux qui l'aideront dans ses destructions. Chacun possède une propriété spéciale qui est activée en touchant l'écran pendant que l'oiseau vole et avant qu'il ait touché un obstacle. Voici la liste des oiseaux par ordre d'apparition dans le jeu :
- Red Bird (alias Super Red Bird)

- Même fonction que l'ancien
- Matière vulnérable: Aucune
- Pouvoir: aucun
- Taille: Normal
- Description: très utile quand il faut viser la base d'une construction. Quand on clique il ne fait qu'émettre un son et une onde sonore qui ne change rien (même puissance).
- Blue Bird (alias Lightning Birds, The Blues ou Triple birds)

- Même fonction que l'ancien
- Matière vulnérable: glace
- Pouvoir: se multiplier en trois
- Taille: Petit
- Description: il faut viser uniquement la glace avec lui car il n'est efficace qu'avec elle. Quand on clique il se divise en trois.
- Purple Bird (alias Maching Bird ou Lazer Bird)

- Même fonction que l'oiseau jaune
- Matière vulnérable: bois
- Pouvoir: Viser puis accélérer
- Taille: Normal
- Description: utilisez le contre le bois et visez les couches les plus fines possible. Quand on clique en quelque part il fonce à cet endroit.
- Black Birds (alias Bomb, Explosive Bird, Powerbomb Bird ou Firebomb Bird)

- Même fonction que l'ancien
- Matière vulnérable: Pierre
- Pouvoir: Explosion
- Taille: Grand
- Description: l'oiseau le plus destructeur et puissant du jeu qui peut faire la différence tout seul. Utilisez-le contre la pierre. Quand on clique il explose. Sinon il explose tout seul deux secondes après avoir touché quelque chose.
- Ice Bird (alias Ice Bomb Bird ou Ice Cube Bird)

- Matière vulnérable: Glace. Il peut toutes les détruire s'il les a d'abord touchées, (pour les changer en glace) puis attaquées.
- Pouvoir: Glace
- Taille: Normal
- Description: Quand il touche les objets et les cochons, il les transforme en glace. Deux secondes après, il explose et change tous les objets alentour en glace. On peut aussi cliquer pour le faire exploser.
- Green Bird (alias Big Brother Bird, Monster Bird ou The Incredible Terence ou simplement Terence)

Même fonction que le Big Brother Bird
- Matières vulnérables: Toutes
- Pouvoir: Adrénaline
- Taille: Très grand
- Description: Détruit tout sur son passage. Quand on clique il ne fait qu'émettre un son et une onde sonore qui ne change rien (même puissance), comme "super bird".
- Orange Bird

Même fonction que l'ancien
- Matières vulnérables : Aucune
- Pouvoir : se gonfler en un clic
- Taille : petit (très grand une fois grossi)
- Description : Gonfle tout après un clic ou après 2 secondes s'il a touché quelque chose.
- Space Egg

- Matières vulnérables : Toutes
- Pouvoir : créer un trou de ver qui aspire les objets.
- Taille : moyen
- Description : N'est disponible que dans les niveaux bonus que l'on débloque en réussissant 10 niveaux avec 3 étoiles.
- Le Mighty Eagle, qui est devenu Space Eagle, (disponible sans ou avec achat) est le plus gros oiseau du jeu. Pour l'utiliser, il faut lancer un appât (boîte de sardine) pour le faire sortir d'un trou de ver. Cependant, contrairement au Mighty Eagle, s'il est mal lancé, il ne détruit pas les cochons (le Mighty Eagle tuait tous les cochons sans même les toucher). On le gagne après chaque Boss. Ce qui veut dire, après 30 niveaux (à la fin du monde 1,2 et 4).

Il a plusieurs différences par rapport à la version normale : 
- - Il ne tombe pas du ciel mais apparaît d'un "trou de ver".
  - Il ne détruit pas tous les cochons s'il est mal lancé.
  - Il est gratuit quand on finit des niveaux.
  - Il s'achète par lot de 20, 80, 280 et 980 (le Mighty Eagle s'achète une fois pour toutes).

## Bonus
À la différence des œufs d'or dans les précédents volets, les bonus sont cette fois-ci des « eggsteroïds ». Il y en avait 6 à trouver au lancement du jeu (5 + 1 spécial pour les appareils Samsung). Avec les différentes mises à jour depuis le début du jeu, leur nombre est arrivé à 9 (8 + 1 spécial pour les appareils Samsung). Chacun des niveaux (excepté le niveau Samsung) fait référence à un jeu vidéo classique.
La mise à jour Red Planet a ajouté 3 nouveaux eggsteroids qui sont en fait les androïdes envoyés sur Mars par la Nasa.

## Niveaux
Il y a en ce moment 9 mondes tout aussi amusant que les autres :
- Pig Bang (en référence au Big Bang ) qui compte 30 niveaux (inclus dès le début du jeu)
- Cold Cut (en référence à l'âge glaciaire) qui compte 30 niveaux (inclus dès le début du jeu)
- Fry me to the Moon (en référence à la chanson Fly Me to the Moon) qui compte 10 niveaux (sorti le 25 avril 2012)
- Utopia qui compte 30 niveaux avec pour thème la nourriture avec le Fat Pig (sorti le 6 juin 2012)
- Red Planet (en référence à Mars, en partenariat avec la NASA) qui compte 30 niveaux où les cochons volent le robot Curiosity (sorti le 23 août 2012)
- Pig Dipper (30 niveaux avec de l'eau et un nouveau boss) [3]
- Danger Zone (30 niveaux). Le 1er niveau est gratuit mais il faut acheter tous les autres dans la version gratuite.
- Cosmic Crystals (30 niveaux)
- Break Impact (20 niveaux + une 2e partie de 20 niveaux). Cette 2e partie est accessible soit en ayant 3 étoiles dans tous les niveaux de la 1re partie, soit en l'achetant dans la version gratuite.